# Alfred Baillou
Alfred Baillou est un acteur français, né le 1er mars 1915 à Saint-Georges-de-Didonne et mort à Ris-Orangis le 17 février 1983.

## Biographie
Bossu et affligé d'une forme de nanisme, il apparaît notamment dans des rôles de personnages inquiétants.

## Filmographie
- 1939 : Café du port de Jean Choux : le petit bossu
- 1939 : Cavalcade d'amour de Raymond Bernard : un comédien
- 1940 : Volpone de Maurice Tourneur : un mendiant
- 1941 : Cartacalha, reine des gitans de Léon Mathot : Bujipio
- 1942 : Vie privée de Walter Kapps : un assistant
- 1942 : L'Ange gardien de Jacques de Casembroot : uinvité
- 1942 : Patricia de Paul Mesnier : le mendiant
- 1942 : Port d'attache de Jean Choux : Rémy
- 1942 : Signé illisible de Christian Chamborant : Clovis
- 1943 : Blondine d'Henri Mahé : le premier fou
- 1943 : La Collection Ménard de Bernard Roland : le représentant de la famille Ménard
- 1943 : Le Soleil de minuit de Bernard Roland : le secrétaire
- 1945 : François Villon d'André Zwobada
- 1945 : Jéricho d'Henri Calef
- 1946 : Chemins sans lois de Guillaume Radot : Julien, le bossu
- 1947 : Les Amours d'un marinier de René Arcy-Hennery (court métrage)
- 1947 : La Dame d'onze heures de Jean Devaivre
- 1947 : Le Destin exécrable de Guillemette Babin de Guillaume Radot : le geôlier
- 1948 : Cartouche, roi de Paris de Guillaume Radot
- 1948 : Sombre Dimanche de Jacqueline Audry : Toni
- 1949 : Du Guesclin de Bernard de Latour : le bouffon du roi
- 1949 : Fantômas contre Fantômas de Robert Vernay
- 1950 : La Cité des stupéfiants (Lebbra bianca)  de Enzo Trapani
- 1950 : Quo Vadis de Mervyn LeRoy : Christian, un prisonnier de l'arène
- 1951 : Les Sept Péchés capitaux de Georges Lacombe (sketch Le Huitième Péché) : le bossu
- 1952 : Je suis un mouchard de René Chanas
- 1961 : Le Bluffeur de Sergio Gobbi
- 1962 : Les Mystères de Paris d'André Hunebelle : un homme du bouge
- 1963 : Kriss Romani de Jean Schmidt : O'Beng, le Diable
- 1968 : La Main noire de Max Pécas : le nain
- 1970 : Le Train de Transylvanie de Jacques Robiolles
- 1971 : Morgane et ses nymphes de Bruno Gantillon : Gurth

- 1971 : Essai pour Richard III d'Angleterre de Jacques Robiolles (court métrage)
- 1972 : Sans sommation de Bruno Gantillon : Un joueur de billard
- 1973 : Le Loup des steppes (Steppenwolf / Il lupo della steppa) de Fred Haines : Goethe
- 1973 : Plaisir à trois de Jesús Franco : Malou, le jardinier
- 1973 : Le Jouisseur / Roland, l'homme le plus sexy du monde de Jess Franco (rôle coupé au montage)
- 1974 : Les Chatouilleuses, Les Nonnes en folies de Jess Franco : le gardien du couvent
- 1978 : L'Hypothèse du tableau volé de Raoul Ruiz
- 1979 : Les Turlupins de Bernard Revon : le jardinier
- 1980 : L'Antichambre de Michel Bienvenu (court métrage)

### Télévision
- 1961 : La caméra explore le temps de Stellio Lorenzi (épisode La vérité sur l'affaire du courrier de Lyon)
- 1961 : Thierry la Fronde de Robert Guez (épisode La chanson d'Isabelle)
- 1966 : Les Compagnons de Jéhu de Michel Drach
- 1966 : Monsieur Robert-Houdin de Robert Valey
- 1967 : Le Golem (du roman de Gustav Meyrink), téléfilm de Jean Kerchbron : Jaromir
- 1967 : Marion Delorme de Jean Kerchbron
- 1968 : La Beauté de la terre de Pierre Cardinal
- 1970 : Les Enquêtes du commissaire Maigret, épisode L'Écluse no 1 de Claude Barma : un homme à l'enterrement (non crédité)
- 1971 : L'Homme qui rit de Jean Kerchbron
- 1971 : Mesure pour mesure de William Shakespeare, réalisation Marcel Bluwal
- 1973 : La Mort en face de Guy Jorré
- 1974 : Beau-François de Roger Kahane
- 1974 : Les Brigades du Tigre de Victor Vicas (épisodes Ce siècle avait sept ans, Nez de chien, La confrérie des loups, Les compagnons de l'apocalypse) : le crieur de journaux
- 1974 : La Confession d'un enfant du siècle de Claude Santelli
- 1980 : Les Enquêtes du commissaire Maigret, épisode : L'Affaire Saint-Fiacre de Jean-Paul Sassy
- 1982 : L'Adélaïde de Patrick Villechaize
- 1982 : Les Colonnes du ciel : Marie bon pain de Gabriel Axel

## Publications
- Amours d'un jour, avec un portrait de l'auteur par Marguerite Couzinet, Paris, R. Debresse éditeur, 1937, BNF 39765588